# Веллетри-Сеньи (субурбикарная епархия)
Веллетри-Сеньи (лат. Sedes suburbicaria Veliterna-Signina, итал. Sede suburbicaria di Velletri-Segni) — субурбикарная епархия Римской епархии.

## Епископы Веллетри-Сеньи

### Кардиналы-епископысубурбикарной епархии Веллетри-Сеньи
- Фернандо Ченто † (23 апреля 1965 — 13 января 1973, до смерти);
- Ильдебрандо Антониутти † (13 сентября 1973 — 1 августа 1974, до смерти);
- Себастьяно Баджо † (12 декабря 1974 — 21 марта 1993, до смерти);
- Йозеф Ратцингер (5 апреля 1993 — 19 апреля 2005 — избран Папой Бенедиктом XVI);
- Фрэнсис Аринзе (25 апреля 2005 — по настоящее время).